# Astéréotypie
Astéréotypie est un groupe de post punk, originaire de Bourg-la-Reine, dans les Hauts-de-Seine. Formé en 2010, il est composé des chanteurs et poètes neuroatypiques Claire Ottaway, Yohann Goetzmann, Stanislas Carmont et Aurelien Lobjoit ainsi que des musiciens Christophe Lhuillier, Benoit Guivarch, Arthur Gilette et Eric Dubessay.

## Biographie
Le groupe voit le jour au sein de l'institut médico-éducatif de Bourg-la-Reine à l'initiative de Christophe L'Huillier et sa collègue Claire Mahé. Éducateur spécialisé, Christophe anime des ateliers de poésie auprès de jeunes souffrant de trouble du spectre de l'autisme. Lui-même musicien, il propose de former un groupe, avec les membres Arthur B. Gillette et Eric Dubessay de Moriarty ainsi que Benoit Guivarch pour l'accompagner à l'instrumentation.
En 2012, le groupe s'autoproduit et enregistre son premier album éponyme. En 2015, le groupe se fait connaître d’abord auprès public de niche avec sa participation remarquée au festival Sonic Protest,. C’est à la suite de cette performance qu’ils signeront sur le label Air Rytmo (label fondé par les membres du groupe Moriarty) et qu’ils sortiront, 3 ans plus tard, leur premier album studio intitulé L'Énergie positive des dieux. Ce disque rencontre un succès critique mais le projet reste confidentiel. 
En avril 2022, le groupe publie son troisième album, Aucun mec ne ressemble à Brad Pitt dans la Drôme. En septembre de la même année, le film L'Énergie positive des dieux (du même titre que le précédent disque) réalisé par Laetitia Møller sort en salles et suit le processus créatif du groupe,. Ce film et cet album contribuent à la notoriété du groupe qui se fait une place sur la scène musicale française, avec une prestation remarquée aux Rencontres trans musicales. Le groupe enchaîne l'année suivante plusieurs concerts dans toute la France,.
En 2024, Astéréotypie publie Patami, son quatrième album, plus étoffé dans un registre electro-punk.

## Membres
- Claire Ottaway (chant)
- Yohann Goetzmann (chant)
- Stanislas Carmont (chant)
- Aurelien Lobjoit (chant)
- Félix Giubergia (écriture)
- Christophe L'Huillier (guitare)
- Arthur B. Gillette (guitare)
- Eric Tafani (batterie)
- Benoît Guivarch (clavier et synthétiseur)

### Documentaire
- 2022 : L'Énergie positive des dieux de Laetitia Møller[7]